# Карлос Гардель
Ка́рлос Гарде́ль (ісп. Carlos Gardel) — аргентинський співак, композитор, актор, один з найвизначніших виконавців танго першої половини XX ст. Місце і дата народження точно невідомі, деякі дослідники вважають, що Гардель народився у Тулузі 11 грудня 1890 року, а інші — у Такуарембо (Уругвай) 11 грудня 1887 року. Загинув 24 червня 1935 в авіакатастрофі у Медельїні. 2003 року за пропозицією уругвайського уряду записи Гарделя було включено до «Пам'яті світу».

## Біографія
Точно не встановлено, чи народився Карлос Гардель у Тулузі (Франція) чи Такуарембо (Уругвай), коли він народився і де вчився, але достеменно відомо, що з 1893 він жив у Буенос-Айресі. 1923 року він отримав громадянство Аргентини.
Ще у дитинстві він став відомим завдяки своєму співу. 1917 року Карлос зіграв свою першу роль у німому кіно «Квітка персика» (ісп. «Flor de Durazno»).
Під час перебування у Монтевідео того ж року Гардель записав пісню «Моя сумна ніч» (ісп. Mi noche triste), яку запропонував своєму другу Еліасу Аліппі використати у п'єсі «Собачі ікла» (ісп. Los dientes del perro). П'єса та пісня Гарделя, яка виконувалася у ній, мали успіх, і хоча вона не була першою піснею у стилі танго, вона стала початком нового етапу у розвитку цього жанру. Карлос Гардель як виконавець та увесь жанр танго-пісні набули великої популярності в Аргентині.
1923 року разом з Хосе Раццано музикант провів турне Уругваєм, Бразилією й Іспанією. У середині 1920-х років дует Гарделя і Раццано розпався. Раццано став імпресаріо Гарделя. Карлос продовжував гастролювати Європою, де виступав у Іспанії (1925) і Франції (1928), а також знявся у кількох кінострічках фірми Paramount. 1929 року він здійснив короткий візит до Італії і 5 лютого повернувся до Франції, де виступив у Паризькій Опері і мав шалений успіх.
Після виступів у Буенос-Айресі Карлос Гардель знову розпочав гастролі Іспанією. 1930 року він повернувся до Франції, де знявся для Paramount у фільмі «Luces de Buenos Aires».
Після короткого повернення до Буенос-Айреса і Монтевідео Гардель почав нове турне, відвідавши французьку Рив'єру, Італію, Лондон, Париж, Відень, Берлін і Барселону. Також він знявся у фільмах «Espérame», «La casa es seria» і «Melodía de arrabal».
1933 року Карлос Гардель повернувся до Буенос-Айреса.
7 листопада 1933 року він ненадовго поїхав до Барселони і Парижу, потім попрямував до США, де дебютував на NBC у Нью-Йорку 30 грудня. 1934 знявся у стрічках «Cuesta abajo», «Mi Buenos Aires querido» і «Tango en Broadway» у Нью-Йорку. Потім музикант ненадовго повернувся до Франції, наприкінці 1934 виступив на NBC та знявся у мюзиклі фірми Paramount «Cazadores de estrellas». 1935 року Гардель зіграв роль у стрічках «El día que me quieras» і «Tango Bar», де заспівав свої найвідоміші хіти. У квітні розпочалося його останнє турне, яке мало пройти у Пуерто-Рико, Венесуелі, Арубі, Кюрасао, Колумбії, Панамі, Кубі і Мексиці, але обірвалося через загибель музиканта у авіакатастрофі.

## Вшанування пам'яті
- На честь Карлоса Гарделя названо вулицю та станцію метро у Буенос-Айресі, вулицю у Мадриді.
- Датою народження Гарделя вважається 11 грудня — цей день відзначається як Міжнародний день танго.
- 1999 року CAPIF заснувала музичну премію імені Гарделя, яка наразі вважається найвищою музичною нагородою Аргентини.
- 2008 року було відзнято фільм «Гардель 2008» про творчий шлях музиканта[5].

## Творчий здобуток

Будинок на вулиці Карлоса Гарделя у Буенос-Айресі

### Пісні
Карлос Гардель зробив 957 записів 792 різних пісень, найвідоміші з них:
- Sos Mi Tirador Plateado (1912)
- Brisas de la tarde (1912)
- Pobre mi madre querida (1912)
- Mi noche triste (1917)
- Flor de fango (1917)
- El Taita del Arrabal
- Desdén (1933)
- Tomo y obligo (1931)
- Lejana tierra mía (1935)
- Silencio (1933)
- Amores de estudiante (1934)
- Golondrinas (1934)
- Melodía de arrabal (1933)
- Guitarra guitarra mía (1935)
- Cuesta abajo (1934)
- Mi Buenos Aires querido (1934)
- Soledad (1934)
- Volver (1935)
- Por una cabeza (1935)
- Sus ojos se cerraron (1935)
- Volvió una noche (1935)
- El día que me quieras (1935)
- Déjà; Folie; Je te dirai; Madame c'est vous; Parlez moi d'amour (французькою мовою)

1991 року було випущено збірку 20 найвідоміших пісень Гарделя, яка стала 4 рази платиновою в Аргентині.

### Фільмографія
- Flor de durazno (німий, 1917)
- Encuadre de canciones (10 короткометражок, 1930) — перший звуковий фільм Південної Америки
- Las luces de Buenos Aires (1931)
- Espérame (1932)
- La casa es seria (короткометражка. 1932)
- Melodía de arrabal (1932)
- Cuesta abajo (1934)
- El Tango de Broadway (1934)
- Cazadores de estrellas (1935)
- El día que me quieras (1935)
- Tango bar (1935)